# 93.ª Brigada Mecanizada (Ucrânia)

Insígnia da 93.ª Brigada Mecanizada

A 93.ª Brigada Mecanizada "Kholodnyi Yar" ("Ravina do Vento Frio") (em ucraniano: 93-тя окрема механізована бригада «Холодний Яр») é uma brigada das Forças Terrestres da Ucrânia.
Em outubro de 2022, o correspondente militar americano David Axe descreveu a formação como "uma das mais brutalmente eficazes" das brigadas de frente da Ucrânia. Em janeiro de 2023, analistas ocidentais afirmaram que, devido ao equipamento capturado dos russos e doado por países ocidentais, bem como à incorporação de batalhões voluntários locais à estrutura das unidades, a 93.ª brigada havia alcançado o tamanho de uma divisão blindada, sendo apenas uma brigada mecanizada no nome.

## História
A brigada traça sua história desde a 93.ª Divisão de Infantaria Guardas do Exército Vermelho da União Soviética, formada em Valuki em abril de 1943 a partir das 13.ª Brigada de Guardas e 92.ª Brigada de Infantaria. A divisão lutou em Kursk, Carcóvia, Budapeste e Praga, e em maio de 1945 estava servindo com o 53.º Exército da 2.ª Frente Ucraniana. Após um período como a 35.ª Divisão Mecanizada de Guardas e, em seguida, a 35.ª Divisão de Fuzileiros Motorizados de Guardas de 1957 a 1965, a divisão foi redesignada como a 93.ª Divisão de Fuzileiros Motorizados de Guardas em 1965. Ela serviu com o Grupo Sul de Forças na Hungria durante os últimos anos da Guerra Fria, e após a queda do Muro de Berlim foi transferida para a Ucrânia de outubro de 1990 a janeiro de 1991.
A brigada lutou na guerra em Donbas, defendendo o Aeroporto Internacional de Donetsk durante a Segunda Batalha do Aeroporto de Donetsk, juntamente com outras unidades.

## Guerra Russo-Ucraniana

### Guerra em Donbas
A brigada foi implantada na guerra em Donbas contra o exército russo. A unidade lutou na linha de frente de 2014 a 2016, antes de ser convocada de volta em março de 2016. Durante esse período, 138 soldados foram mortos em combate, mais de mil ficaram feridos e 9 soldados foram mantidos como prisioneiros de guerra. A brigada esteve envolvida na batalha de Ilovaisk, Avdiivka, na defesa do aeroporto de Donetsk, na defesa de Marinka e na defesa de Pisky. Um documentário intitulado "93: Battle for Ukraine" (em português: 93: Batalha pela Ucrânia) foi produzido pela diretora ucraniana Lidia Guzhva sobre o papel da brigada na guerra, construído principalmente a partir de vídeos feitos pelos próprios membros da brigada, bem como entrevistas com membros da unidade.

### Invasão russa de 2022
Durante a invasão da Ucrânia pela Rússia de 2022, a brigada esteve envolvida na campanha mais ampla do nordeste da Ucrânia, parando o avanço da 4.ª Divisão de Tanques de Guardas Russos na Batalha de Trostianets, depois que esta ficou sobrecarregada e desabastecida devido à resistência partisan ucraniana no Oblast de Sume.
Em agosto de 2022, a 93.ª Brigada Mecanizada libertou a vila de Mazanivka, a sudoeste de Izium, e foi notada por ser uma das poucas formações ucranianas a liberar ativamente territórios ocupados por russos.
Até setembro de 2022, a brigada participou da contraofensiva de Carcóvia, especificamente se movendo contra a vulnerável ala esquerda do Grupo Operacional das Forças Russas de Izium. O Ministério da Defesa da Rússia anunciou que as forças russas na região de Izium foram "retiradas" para reforçar o Donbas. Após isso, o prefeito da cidade, Valeriy Marchenko, afirmou em uma entrevista em 10 de setembro que "Izium foi libertada hoje".
Em outubro de 2022, a 93.ª Brigada Mecanizada deixou Izium para a Batalha de Bakhmut, ocupando o setor norte da cidade cercada, enquanto a 58.ª Brigada de Infantaria Motorizada segurou o sul contra ataques de mercenários do Grupo Wagner. A brigada reconquistou as rodovias M03 e M06 a leste de Bakhmut. Foram relatadas pesadas baixas de ambos os lados das unidades que participaram da batalha, e a 93.ª brigada foi substituída por outras unidades e retirada da frente de combate.